# Halowe Mistrzostwa Świata w Lekkoatletyce 2018 – skok o tyczce mężczyzn
Skok o tyczce mężczyzn – jedna z konkurencji technicznych rozgrywanych podczas halowych lekkoatletycznych mistrzostw świata w Arena Birmingham w Birmingham.
Tytuł mistrzowski obronił Francuz Renaud Lavillenie.

## Terminarz
| Data    | Godzina |       |
| ------- | ------- | ----- |
| 4 marca | 15:00   | Finał |

## Wyniki
| WR – rekord świata \| CR – rekord mistrzostw świata \| NR – rekord kraju \| AR – rekord kontynentu \| WL – najlepszy wynik na listach światowych w sezonie 2018 \| SB – najlepszy wynik w sezonie \| PB – rekord życiowy |

### Finał
Źródło: IAAF
| Kolejność | Zawodniczka            | Reprezentacja     | 5,45 | 5,60 | 5,70 | 5,80 | 5,85 | 5,90 | 5,95 | 6,00 | Rezultat | Uwagi |
| --------- | ---------------------- | ----------------- | ---- | ---- | ---- | ---- | ---- | ---- | ---- | ---- | -------- | ----- |
| 01 !      | Renaud Lavillenie      | Francja           | –    | –    | o    | –    | o    | xo   | –    | xxx  | 5,90     |       |
| 02 !      | Sam Kendricks          | Stany Zjednoczone | o    | o    | o    | x–   | o    | xx–  | x    |      | 5,85     |       |
| 03 !      | Piotr Lisek            | Polska            | –    | xo   | –    | x–   | o    | xxx  |      |      | 5,85     |       |
| 4.        | Kurtis Marschall       | Australia         | xo   | o    | o    | o    | x–   | xx   |      |      | 5,80     | PB    |
| 5.        | Raphael Holzdeppe      | Niemcy            | o    | xo   | xo   | o    | x–   | xx   |      |      | 5,80     |       |
| 5.        | Emanuil Karalis        | Grecja            | xo   | o    | xo   | o    | x–   | xx   |      |      | 5,80     | PB    |
| 7.        | Armand Duplantis       | Szwecja           | o    | xo   | o    | x–   | x–   | x    |      |      | 5,70     |       |
| 7.        | Konstandinos Filipidis | Grecja            | xo   | o    | o    | x–   | xx   |      |      |      | 5,70     |       |
| 9.        | Melker Svärd-Jacobsson | Szwecja           | o    | xxo  | xo   | xx–  | x    |      |      |      | 5,60     |       |
| 10.       | Axel Chapelle          | Francja           | o    | o    | xxx  |      |      |      |      |      | 5,60     |       |
| 11.       | Xue Changrui           | Chiny             | o    | xo   | xxx  |      |      |      |      |      | 5,60     |       |
| 12.       | Thiago Braz            | Brazylia          | –    | xxo  | –    | xxx  |      |      |      |      | 5,60     |       |
| 13.       | Scott Houston          | Stany Zjednoczone | xo   | xxo  | xxx  |      |      |      |      |      | 5,60     |       |
| 13.       | Paweł Wojciechowski    | Polska            | xo   | xxo  | xxx  |      |      |      |      |      | 5,60     |       |
| 15.       | Shawnacy Barber        | Kanada            | o    |      |      |      |      |      |      |      | 5,45     |       |